# Friedrich Hentzen
Friedrich Hentzen (* 9. August 1867 in Schwelm; † 12. April 1923 in Lennep) war ein deutscher Verwaltungsbeamter.  Von 1900 bis 1923 war er Landrat des Kreises Lennep.

## Leben
Hentzen studierte Rechtswissenschaften an der Ruprecht-Karls-Universität Heidelberg. 1887 wurde er Mitglied des Corps Guestphalia Heidelberg. Nach Abschluss des Studiums und Promotion zum Dr. jur. trat er in den preußischen Staatsdienst ein. Von 1895 bis 1896 absolvierte er das Regierungsreferendariat bei der Regierung in Aachen und bestand 1896 das Regierungsassessor-Examen. Zunächst als Regierungsassessor beim Landratsamt Hörde tätig, wurde er 1900 Landrat des Kreises Lennep. Das Amt hatte er bis zu seinem Tod 1923 inne.
Hentzen war von 1907 bis 1922/23 Abgeordneter des Rheinischen Provinziallandtags. 